# Walter Schwimmer
Walter Schwimmer (Wenen, 16 juni 1942 – 12 maart 2025) was een Oostenrijks politicus namens de ÖVP. Hij zat tussen 1971 en 1999 in de Nationalrat en was van 1 september 1999 tot 31 augustus 2004 secretaris-generaal van de Raad van Europa.

## Loopbaan
Schwimmer studeerde rechten aan de Universiteit van Wenen waar hij in 1964 promoveerde. Hij maakte carrière binnen de vakbonden voor hij in 1971 namens de ÖVP in de Nationalrat gekozen werd. Daar zat hij tot na de Oostenrijkse parlementsverkiezingen 1999 en was een periode ook vicefractievoorzitter. Sinds 1990 behoorde hij tot de Oostenrijkse delegatie in de Raad van Europa en was daar sinds 1996 voorzitter van de fractie van de Europese Volkspartij en vicevoorzitter van de vergadering van de Raad van Europa. In 1999 werd Schwimmer door de vergadering van de Raad van Europa verkozen tot secretaris-generaal als opvolger van de Zweed Daniel Tarschys. In 2004 werd hij opgevolgd door de Brit Terry Davis. Hierna was hij werkzaam als consultant voor internationale en specifiek Europese zaken. Tussen april 2010 en januari 2013 was hij bestuursvoorzitter van de Servische Megatrend Universiteit.
- Bibsys: 5088668
- Bibliothèque nationale de France: cb150774859 (data)
- Gemeinsame Normdatei: 122954394
- International Standard Name Identifier: 0000 0000 3932 8717
- Library of Congress Control Number: n88036944
- Nationale en Universitaire bibliotheek Zagreb: 000267203
- Nederlandse Thesaurus van Auteursnamen: 330984675
- Parlement.com: vgi61h8lyxsn
- Réseau des bibliothèques de Suisse occidentale: 02-A006081548
- Système universitaire de documentation: 067742521
- Virtual International Authority File: 69221052
- WorldCat: E39PBJfX4bkD6x9gx7vwVwvWDq